# Igor Mihajlovics Salimov
Igor Mihajlovics Salimov (oroszul: Игоръ Михайлович Шалимов; Moszkva, 1969. február 2. –) orosz labdarúgóedző, korábban szovjet és orosz válogatott labdarúgó.

## Pályafutása

### Klubcsapatban
Pályafutását a Szpartak Moszkvában kezdte. 1991-ben Olaszországba igazolt a Foggia csapatához. Egy évvel később az Internazionale szerződtette. Három évig volt az Inter játékosa, az első két idényében 50 mérkőzésen lépett pályára és 11 gólt szerzett. Az 1994–95-ös szezonban kölcsönben szerepelt az MSV Duisburgnál, majd szintén kölcsönadták a svájci Luganonak. Ezt követően 1995 és 1996 között az Udinese Calcio, 1996 és 1998 között a Bologna és legvégül 1998 és 1999 között a Napoli csapataiban játszott.

### A válogatottban
1990 és 1991 között 20 alkalommal szerepelt a szovjet válogatottban és 2 gólt szerzett. Részt vett az 1990-es világbajnokságon. 1992-ben 4 mérkőzésen lépett pályára a FÁK válogatottjában és részt vett az 1992-es Európa-bajnokságon. 1992 és 1998 között 23 alkalommal játszott az orosz válogatottban és 3 gólt szerzett.

## Sikerei, díjai

### Játékosként
Szpartak Moszkva
- Szovjet bajnok (1): 1989

Internazionale
- UEFA-kupa (1): 1993–94

Szovjetunió U21
- U21-es Európa-bajnok (1): 1990

## Külső hivatkozások
- Igor Salimov adatlapja a National-Football-Teams.com oldalon (angolul)

- Igor Salimov. eu-football.info
- Igor Salimov (orosz nyelven). rusteam.permian.ru